# 2030年6月15日月食
2030年6月15日月食为一次將在协调世界时2030年6月15日出現的月偏食。該次月食半影食分為1.472、全影食分為0.508。偏食維持了73分。

## 概述
這次月食的食分是17.61，偏食維持了73分。

## 基本參數
- 類型：月偏食
- 食甚資料：
  - 日期：2030年6月15日
  - 時間：18:33
  - 月球位置：赤經17.61度、赤緯-22.6度
  - 食分：半影食分：1.472、全影食分：0.508
  - 持續時間：偏食73分

## 外部連結
- NASA月食專頁（页面存档备份，存于）（英文）